# 北海道立文書館
北海道立文書館（ほっかいどうりつもんじょかん、英訳名：The Archives of Hokkaido）は、1985年（昭和60年）に開館した北海道が設置する公文書館である。

## 概要
北海道立文書館は北海道の「北海道立文書館条例（1985年4月1日公布）」に基づき設置される公文書館であり、北海道（旧北海道庁、開拓使等を含む）に関する公文書や、私文書、または北海道の行政刊行物等を所蔵する。本館は北海道立図書館と渡り廊下で接続されており、道立図書館の北方資料室も設けられている。

## 所蔵史料
所蔵史料は公文書、私文書、刊行物をあわせて約26万9千点あり、このうち、箱館奉行所文書は2004年6月8日に国の重要文化財に指定される。また、開拓使の文書である「開拓使文書」や、開拓入殖した人たちの未開地取得の状況を知ることができる「北海道国有未開地処分法完結文書」も当館における代表的な史料である。

## 沿革
1950年代後半から1970年代前半にかけ、歴史研究者や市町村史編纂担当者の間で北海道に関する歴史史料の保存と利用施設の設置を求める声が高まるようになり、1976年に堂垣内尚弘北海道知事が文書館の設置検討を北海道議会ではじめて表明する。その後の沿革については下記の通りである。
| 年   | 沿革                                                                       |
| ---- | -------------------------------------------------------------------------- |
| 1976 | 堂垣内道知事が文書館の設置検討を北海道議会ではじめて表明する               |
| 1978 | 歴史研究家を中心に32名が北海道議会へ北海道立文書館設置の請願をする         |
| 1981 | 歴史学会など145団体による文書館の設立要望書が知事に提出                    |
| 1982 | 北海道が「北海道立文書館設置に関する基本構想」を発表                       |
| 1985 | 北海道立文書館開館（7月15日）                                              |
| 1986 | 古文書解読講習会の開始                                                     |
| 1989 | 明仁天皇・美智子皇后が展示室等を御視察                                     |
| 1990 | 開館5周年事業として記念講演会や特別展示などを実施                          |
| 1995 | 開館10周年事業として記念講演会や特別展示を実施                             |
| 1999 | 古文書解読講習会を改めた古文書解読講座の開始                               |
| 2001 | 公式ホームページの開設                                                     |
| 2005 | インターネットによる検索システムを開始                                     |
| 2006 | 「出先機関」としての位置づけから「本庁組織」への位置づけに改編             |
| 2007 | 「古文書解読自習プログラム」の開始                                         |
| 2007 | 明仁天皇が北海道に寄贈した昭和初期の映画フィルム14巻を資料として受け入れる |
| 2010 | ボランティアの募集を開始                                                   |
| 2010 | 開館25周年記念「公文書にみる戦後の北海道」展の開催                         |
| 2012 | 北海道立文書館デジタルアーカイブ開始                                       |
| 2014 | 別館の閉鎖                                                                 |
| 2019 | 旧本庁舎改装に伴う江別市への移転に伴い休館（10月）                         |
| 2020 | 江別市の北海道立図書館敷地内に移転（2月27日）                              |

## 行事等
1986年に一般道民を対象とした「古文書解読講習会」を開催して以来、古文書に関するさまざまな講座や講演会等を行っており、現在では下記の行事等を行っている。
- 古文書解読講座 - 1999年から実施する当館所蔵の史料を教材とする古文書解読の基礎講座
- 赤れんが夜学校 - ゼミ形式で開拓使文書等の史料をじっくりと読んでいく講座
- 古文書教室 - 北海道内各市町村に出向いて行われる古文書講座
- 古文書解読自習プログラム - 習熟度や興味に応じて教材を選べ、利用者のペースで学習ができるプログラム

その他「夏休み子ども歴史教室」や「文書館利用講座」、または市町村職員向けの「文書等保存利用機関・団体等職員研修会」も開催する。

## 文書館規模縮小問題
2005年北海道は行財政改革の一環として文書館の民間委託などを検討していたが、北海道内の歴史研究団体などがこれに反対。その結果、北海道による直営方式は維持されたものの規模縮小、出先機関から本庁組織への改編、人員削減が2006年から実施されるようになり、改編前の活動のレベルが維持できるかどうかが疑問視されている。

## 別館

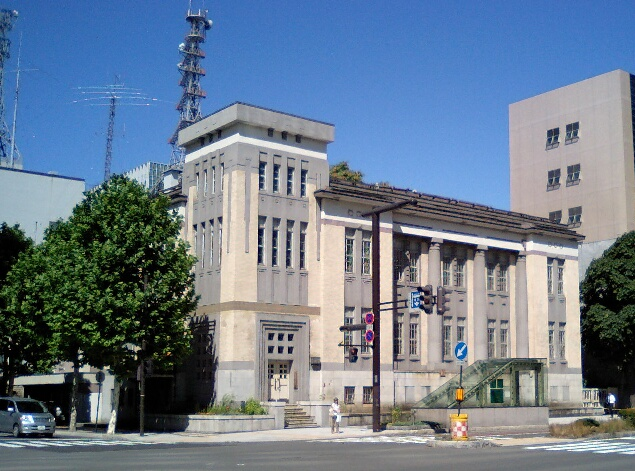
北海道立文書館別館（現・北菓楼札幌本館）（2006年8月撮影）

所在地
北海道札幌市中央区北1条西5丁目1-2

## その他
- マスコットキャラクターはラッコをモチーフとした「もんちゃん」である。
- キャッチフレーズは「赤れんがで、アーカイブする。 」。